# 举肢蛾属
举肢蛾属（学名：Atrijuglans）为日逐蛾科的一个属。

## 下属物种
本属包括以下物种：
- 核桃举肢蛾 Atrijuglans hetaohei Yang, 1977[2]